# Madman-Theorie
Die Madman-Theorie (engl. madman theory; „Theorie vom Verrückten“) bezeichnet eine Verhandlungsstrategie, in der einer der Protagonisten die Rolle des Unberechenbaren einnimmt. Verhandlungsführer, die als unkalkulierbar, irrational, erratisch wahrgenommen werden, verfügen demnach über ein größeres Verhandlungspotential. Erstmals bewusst gewählt wurde diese Taktik von US-Präsident Richard Nixon in der Erwartung, die schwierige Lage der USA im Vietnamkrieg zu beenden. Donald Trump gilt als Protagonist dieser Strategie.

## Richard Nixon als Madman
Die Regierung unter Nixon wollte die Welt davon überzeugen, dass der Präsident unzurechnungsfähig und zu irrationalen Handlungen imstande sei. Dies sollte bei den Staaten des Ostblocks die Furcht vor einem Angriff mit Atomwaffen schüren, deren Verwendung in einem konventionellen Krieg nicht mehr ausgeschlossen wurde, um sie somit zu einem Einlenken auf US-amerikanische Positionen zu bewegen.
Seinem Berater Harry Robbins Haldeman erklärte er:

„Ich will die Nordvietnamesen glauben machen, dass ich den Punkt erreicht habe, wo ich alles tun werde, um den Krieg zu beenden. Wir werden ihnen so etwas zuspielen wie: ‚Mein Gott, sie wissen ja, wie sehr Nixon den Kommunismus hasst. Wenn er in Wut gerät, kann ihn keiner mehr zurückhalten – und er hat die Hand am nuklearen Drücker.‘ In zwei Tagen ist Ho Chi Minh persönlich in Paris und bittet um Frieden.“

Als Demonstration seiner Entschlossenheit befahl der Präsident im Jahr 1969 die Operation Menu, ein streng geheimes Flächenbombardement auf Kambodscha, und die Invasion des Landes 1970. Die Taktik erzielte jedoch nicht den von Nixon erhofften Erfolg.